# Blizzard de janvier 1966 en Amérique du Nord
Pour les articles homonymes, voir Blizzard de 1966 en Amérique du Nord.
Le blizzard de janvier 1966 en Amérique du Nord a balayé la majeure partie des États-Unis et du Canada, à l'est des montagnes Rocheuses à partir du 29 janvier 1966 et dura 4 jours. Il entraîna une baisse record des températures, des vents violents et de très fortes chutes de neige. En quelques jours, au moins 142 personnes furent tuées - 31 sont mortes de froid, 46 sont mortes dans des incendies dus à des tentatives d'augmenter le chauffage des maisons. D'autres sont mortes de crises cardiaques en pelletant de la neige ou en poussant des voitures, ou dans des accidents de la circulation causés par les routes glissantes. Le nombre de morts a atteint 201 le mercredi 2 février, alors que la tempête s'était atténuée . 

## Évolution météorologique
Déjà les 22 et 23 janvier 1966, la ville de Batavia et le comté de Genesee ont reçu 2 pieds (61 cm) de neige dans un corridor de bourrasques de neige venant du Lac Érié mais le manque de vents violents n'a pas causé de blizzard. 
La tempête commença le 27 janvier comme une tempête du cap Hatteras qui frappa la région métropolitaine de New York puis se dirigea vers les provinces de l'Atlantique du Canada. Derrière le système, l'air venant de l'Arctique passa sur les eaux ouvertes des Grands Lacs ce qui a donné de fortes bourrasques de neige sur les rives au sud de ceux-ci. Les vents soufflaient à plus de 97 km/h pendant la tempête et à Fair Haven, dans l'État de New York, ils auraient même dépassé les 160 km/h par endroits. La neige a aussi été fortement soulevée en poudrerie, les routes et les écoles ont fermé pendant une semaine. Les congères ont couvert entièrement des maisons d'un étage.

## Impact
Selon l'échelle d'impact des tempêtes de neige du nord-est des États-Unis (NESIS) développée par le National Weather Service, ce blizzard a atteint la catégorie 3. Cette échelle tient compte de la superficie et l'importance de la population affectées. Elle va de catégorie 1 (notable) à 5 (extrême) et 3 est un impact majeur.
Le lundi 31 janvier, les employés du gouvernement fédéral américain à Washington, DC ont été dispensés de venir travailler et les aéroports internationaux ont été fermés de Boston à Washington, DC. L'accumulation s'est élevé à 33 cm (13 pouces) à Norfolk en Virginie.

### État de New York
Plusieurs secteurs près des lacs Érié et Ontario ont vu les plus grandes accumulations en 4 jours et demi :
- 261,6 cm de neige fut enregistré à Oswego, dont 127 cm uniquement le dernier jour de la tempête[4]. Les chutes de neige quotidiennes ont été les suivantes : 
  - 27 janvier 1966: 20 cm (8 pouces)
  - 28 janvier 1966: 30 cm (12 pouces)
  - 29 janvier 1966: 28 cm (11 pouces)
  - 30 janvier 1966: 53 cm (21 pouces)
  - 31 janvier 1966: 127 cm (50 pouces)
- Une quantité similaire de neige a également été enregistrée à Camden (New York) le même jour ;
- Fair Haven (New York) n'avait pas de record officiel de chutes de neige à l'époque, mais la police de l'État déclara avoir mesuré 254 cm de neige là où il n'y en avait pas avant la tempête ;
- Syracuse (New York) a vu une chute de neige record de 107,4 cm[4] qui est resté comme la tempête la plus importante jamais enregistrée jusqu'au « blizzard du siècle » (en) en 1993.

D'autres secteurs dans l'Ouest de l'État n'ont pas pu égaler ces chiffres mais ont quand même reçu de fortes accumulations. Rochester et Buffalo ont été durement touchées et la région de Batavia a subi une cocktail de neige lourde, de vents violents et de températures glaciales. L'autoroute entre Albany et la frontière de Pennsylvanie fut fermée, des centaines de personnes étant bloquées dans le comté de Genesee pendant des jours. Avant la fermeture, un énorme carambolage s'est produit à quelques kilomètres à l'est de Batavia. Des dizaines de véhicules furent impliqués, dont une ambulance, et 11 personnes furent traités pour des blessures dans les hôpitaux de Batavia. Le dernier jour du blizzard, les vents se sont apaisés et les chutes de neige tombaient droit. 
Le mardi 1er février, les conditions s'étaient donc légèrement améliorées, mais les écoles et la plupart des entreprises restèrent fermées alors que les équipes de déneigement s'affairaient à déblayer les autoroutes pour les rendre praticables. Deux trains du New York Central Railroad furent nolisés pour ramener les voyageurs bloqués à leur domicile ou à leur destination choisie. À la fin de la semaine, les choses revenaient à la normale.

## Autre blizzard en 1966
Cette même année, en mars 1966, un autre important blizzard toucha le nord des Grandes plaines en Amérique du Nord. 